# Tornado in Kiel 2021

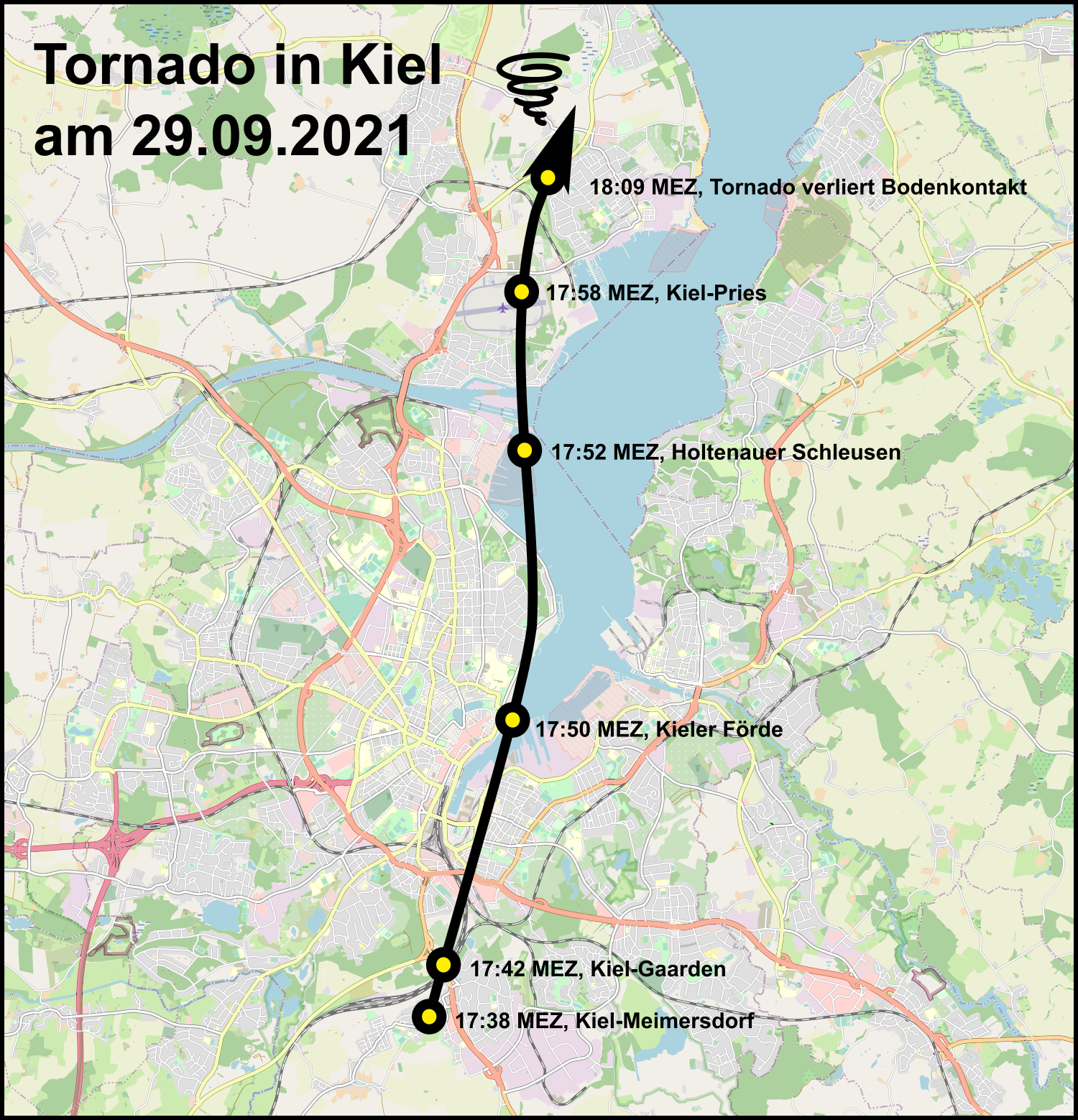
Verlauf des Tornados

Ein Tornado in Kiel verletzte am Mittwochabend, dem 29. September 2021, mehrere Menschen.

## Verlauf
Der Tornado zog von Südsüdost nach Nordnordost auf einer Strecke von 14,5 km über Meimersdorf, Gaarden, Kiel, Düsternbrook, Holtenau, Pries und hatte eine Breite von ca. 70 Meter. Je nach Quelle wird auch von zwei einzelnen Tornados berichtet.

## Auswirkung und Schäden
Um 17:38 Uhr zog ein F1-Tornado (Fujita-Skala: Windgeschwindigkeiten von 118 bis 180 km/h) durch Teile der Stadt Kiel. Betroffen waren u. a. das Neubaugebiet Kiel-Meimersdorf und Kiel-Gaarden, wo jeweils Dächer beschädigt wurden. Nach Angaben der Polizei wurden an der Kiellinie mehrere Menschen durch die Luft gewirbelt und ins Wasser gerissen. Es wurden vier Menschen schwer und drei weitere mittelschwer verletzt. Außerdem gab es mehrere Leichtverletzte. 